# Farmakonisi
Die kleine griechische Insel Farmakonisi, auch Pharmakonisi oder Farmako (griechisch Φαρμακονήσι (n. sg.)), wird von der Gemeinde Leros in der Region Südliche Ägäis (Περιφέρεια Νότιου Αιγαίου) verwaltet.

## Lage
Die Dodekanes-Insel Farmakonisi liegt in der östlichen Ägäis etwa am Eingang zum Golf von Güllük (türkisch Güllük Körfezi). Sie hat eine Fläche von 3,866 km² Die kürzeste Entfernung zur Küste Kleinasiens beträgt nach Nordosten etwa 12 km. Die nächstgelegenen Inseln sind Leros etwa 23 km südwestlich, Lipsi 26 km westlich und Agathonisi 19 km nordöstlich. Die maximale Länge beträgt von Nord nach Süd etwa 3,6 km, die Breite liegt bei etwa 1,2 km und an der schmalsten Stelle in der Inselmitte von der Bucht Ormos Tholou (Όρμος Θόλου) an der Ostseite nach Westen bei 350 m.

## Geschichte
In der Antike war die Insel als Farmakousa bekannt. Spuren von Zyklopenmauern und Hafenbefestigungen bezeugen die strategische Lage.
Ruinen von Kuppelgebäuden, sogenannten Tholi, aus dem 1. Jahrhundert n. Chr. sind an der Ostküste Nahe dem kleinen Hafen erhalten. Vermutlich handelt es sich um Lagerräume für Nahrungsmittel.
Plutarch berichtet in Bíoi parálleloi (οἱ βίοι παράλληλοι, Vitae parallelae), der junge Julius Caesar sei auf der Reise nach Kleinasien von Piraten entführt und hier 38 Tage lang gefangen gehalten worden. Während der Gefangenschaft habe er ihnen versprochen, wenn er befreit werde, werde er sie alle töten. Nach Zahlung eines Lösegeldes, das doppelt so hoch wie gefordert gewesen sei (da er den geforderten Betrag für jemanden wie sich zu niedrig gehalten habe), befreit, habe er eine Flotte organisiert, sein Versprechen gehalten und alle Piraten kreuzigen lassen.
Durch eine Schenkung des byzantinischen Kaisers Alexios I. Komnenos gelangte Farmakonisi 1087 zunächst in den Besitz des Mönchs Christodoulos und im folgenden Jahr mit der Gründung des Johannesklosters auf Patmos in dessen Besitz.
Im Mai 1921 wurde Ai Giorgis (Αϊ Γιώργης), die einzige Kirche der Insel, erbaut.
Infolge des Imia-Konflikts im Januar 1996 stellte die türkische Militärakademie im August desselben Jahres in einem Memorandum den Status von etwa einhundert griechischen Inseln und Felsen, darunter Farmakonisi, in Frage und erhob Anspruch auf diese Inseln. Die unterschiedliche Definition des Hoheitsgebiets führt regelmäßig zu Grenzkonflikten und griechischen Protesten.
Von griechischer Seite kommt es regelmäßig zu Parlamentarischen Anfragen beim Europäischen Parlament, da die Frontex-Aufgaben zum Schutz der EU-Außengrenzen von türkischer Seite behindert werden.
Durch die Lage nahe der türkisch-griechischen Seegrenze werden die griechischen Inseln in der östlichen Ägäis zur Zwischenstation von illegaler Migration in die EU. Pro Asyl berichtete von Farmakonisi über folterähnliche Misshandlungen von Flüchtlingen und Todesfällen bei Pushbacks, völkerrechtswidrigen Zurückweisungen von Flüchtlingen.

## Bevölkerungsentwicklung
Bis in die zweite Hälfte des 20. Jahrhunderts war die wasserarme Insel nur von wenigen Menschen bewohnt. In geringem Umfang wurde der Lebensunterhalt mit Landwirtschaft und Weidewirtschaft bestritten. Das Haupteinkommen lag in der Küstenfischerei.
| Jahr      | 1947 | 1951 | 1961 | 1971 | 1981 | 1991 | 2001 | 2011 |
| --------- | ---- | ---- | ---- | ---- | ---- | ---- | ---- | ---- |
| Einwohner | 3    | 6    | 8    | 6    | 1    | –    | 74   | 10   |

Nach offiziellen Angaben waren 2001 auf Farmakonisi 74 Einwohner registriert, für 2011 wurden 10 Einwohner angegeben.

## Natur
Farmakonisi ist eine relativ flache Insel, die höchste Erhebung mit 106 m liegt im Süden der Insel. Brachland und Spuren ständiger Beweidung zeigen, dass die Insel bis vor wenigen Jahren bewohnt war.

### Flora
Die relativ geringe Anzahl von 201 nachgewiesenen Arten von Farn- und Samenpflanzen erklärt sich mit der geringen Größe der Insel und der begrenzten Biotopvielfalt. Bemerkenswert ist das Vorkommen von Garidella nigellastrum, die auf der Roten Liste der IUCN als gefährdet eingestuft ist.
Die schmale und felsige Küstenzone besiedeln in lockerer Zusammensetzung und geringer Anzahl salzliebenden Pflanzen wie Frankenia hirsuta, Limonium virgatum und Cichorium spinosum, daneben auch Mauerpfeffer-Leimkraut (Silene sedoides), Geißkleeartiger Hornklee (Lotus cytisoides) und Parapholis incurva. Den Übergangsbereich zur Vegetation im Inselinneren bildet Cichorium spinosum mit Wuchshöhen um 20 cm. Im zentralen Inselbereich ist die ursprüngliche Strauchvegetation der Macchie mit Johannisbrotbaum (Ceratonia siliqua) und Mastixstrauch (Pistacia lentiscus) überwiegend durch Phrygana-Vertreter ersetzt. Die Dornige Bibernelle (Sarcopoterium spinosum) dominiert mit Wuchshöhen bis etwa 30 cm zu etwa 70 % das Landschaftsbild, daneben treten Dornbusch-Wolfsmilch (Euphorbia acanthothamnos) und Anthyllis hermanniae auf. Im Südwesten erreicht ein Bestand von Phönizischem Wacholder (Juniperus phoenicea) Höhen bis 1,7 m.

### Naturschutz
Farmakonisi wurde zusammen mit den Inselgruppen Lipsi und Arki sowie Agathonisi und dem angrenzenden Meeresgebiet ins Natura-2000-Netz der Europäischen Union als GR 4210010 Arkoi, Leipsoi, Agathonisi kai Vrachonisides (Αρκοί-Λειψοί-Αγαθονήσι & Βραχονησίδες) integriert.